# Junonia incommoda
Junonia incommoda är en fjärilsart som beskrevs av Riley. Junonia incommoda ingår i släktet Junonia och familjen praktfjärilar. Inga underarter finns listade.